# Chiamami di notte
Chiamami di notte (Call Me) è un film statunitense del 1988 diretto da Sollace Mitchell.

## Trama
Anna, una giovane ed energica giornalista, riceve una chiamata oscena da un interlocutore sconosciuto che scambia per il suo fidanzato. A seguito di questo errore accetta di incontrare il chiamante in un bar locale. Lì assiste a un omicidio nel bagno delle donne. Si ritrova coinvolta in un mistero che coinvolge sia l'assassino che il misterioso chiamante con cui condivide conversazioni sempre più personali.